# Corredor del sur de gas

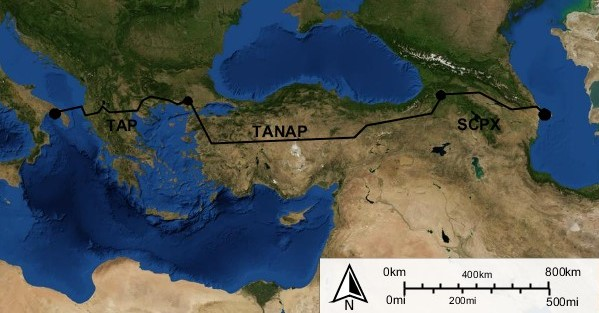
El corredor del sur de gas

El corredor del sur de gas es un proyecto de la expansión del gasoducto del Caucaso del Sur (Bakú – Tiflis - Erzurum). El proyecto incluye los gasoductos Trans Adríatico (TAP) y Transanatoliano  (TANAP).

## Proyecto

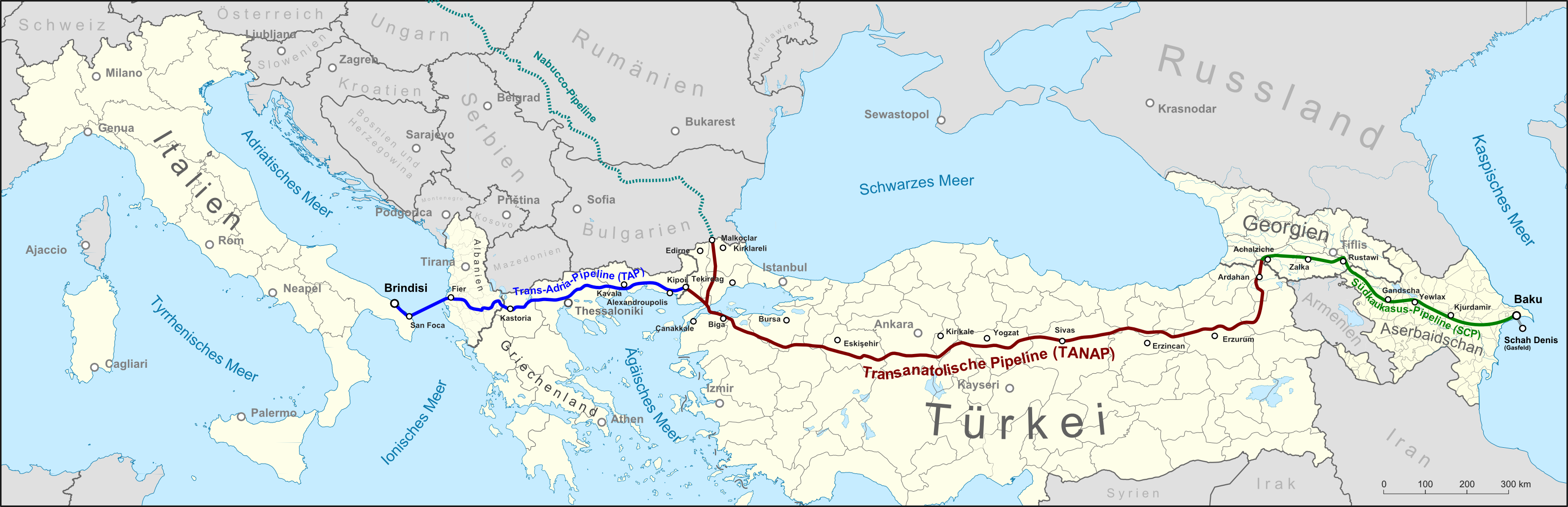
Mapa de los gasoductos del proyecto del corredor del sur de gas

En el enero de 2011 el Presidente de Azerbaiyán  y el Presidente de la Comisión Europea firmaron una declaración común sobre el corredor del sur de gas. La longitud prevista del gasoductos es 3500 kilómetros. El objetivo principal del proyecto es el aumento de la seguridad del suministro de gas a Europa y transporte de gas azerbaiyano a través de Turquía a Europa.El primer suministro se prevé realizar a fines de junio de 2018 a Turquía, y más tarde, en 2020 – a Europa. En la primera etapa, la capacidad de gasoducto nuevo se calcula en unos 10 mil millones de m³ de gas por año, que tiene la posibilidad de expansión futura, hasta 20 mil millones de m³  de gas por año.
El 29 de mayo de 2018 en Bakú, con la participación del presidente azerbaiyano se realizó la ceremonia de apertura de primera etapa de Corredor del sur de gas en Terminal Sangachal.

### TAP
El gasoducto Trans Adriático prevé el transporte del gas natural azerbaiyano del mar Caspio a Europa Occidental. El gasoducto, según el proyecto, tiene la longitud de 878 kilómetros, 550 de los que pasarán por Grecia, 215 km – Albania, 105 km  – el Mar Adriático, 8 km – Italia.

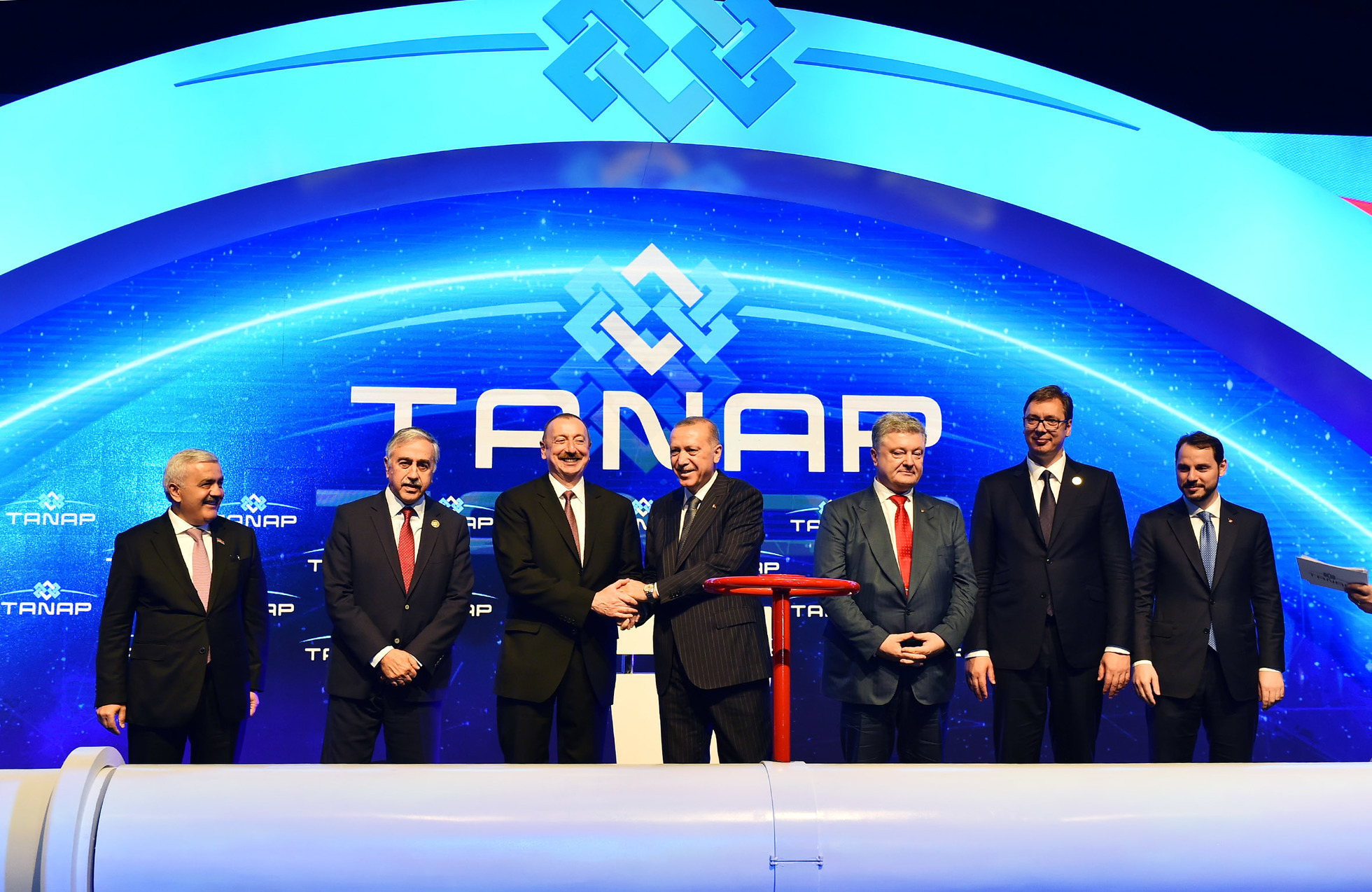
La ceremonia de inauguración del gasoducto TANAP, 12 de junio de 2018

### TANAP
El gasoducto Transanatoliano prevé el suministro del gas natural azerbaiyano a Europa, a través de Turquía. El gasoducto tiene la longitud de 1841 kilómetros; la construcción de la tubería  se comenzó en el marzo de 2015 en Kars.
El 12 de junio de 2018 en la provincia turca Eskishehir se celebró la ceremonia de inauguración del gasoducto. En la apertura se participaron los presidentes de Azerbaiyán, Turquía, Ucrania, Serbia, primer ministro de Bolgaria, etc.

## Financiación
En 2016 el Banco Asiático de Desarrollo y el gobierno azerbaiyano firmaron un acuerdo del préstamo por valor de 500 millones de dólares estadounidenses para la financiación de la segunda etapa del desarrollo del yacimiento de gas de Shah-Deniz.
El 16 de enero de 2017 el Banco Мundial otorgó un préstamo al proyecto del  corredor del sur de gas por valor de 800 millones de dólares estadounidenses, 400 a Azerbaiyán y 400 a Turquía.
En el febrero de 2018 el Banco Europeo para la Reconstrucción y el Desarrollo anunció una línea de crédito de 60 millones de euros para la financiación de la construcción del  gasoducto BRUA (Rumania, Bulgaria, Hungría, Austria) del proyecto del corredor del sur de gas. En marzo ente los gobiernos de Azerbaiyán y Alemania fue firmado un acuerdo de préstamo por valor de 1,5 mil millones de dólares estadounidenses para la financiación del proyecto del corredor del sur de gas. Además, el Banco Europeo de Inversiones otorgó un préstamo por valor de 932 millones de euros para la construcción del gasoducto Transanatoliano.